# Джон Монтагю
Джон Монтагю, четвърти граф на Сандвич (или Сандуич; John Montagu, 4th Earl of Sandwich) е английски пер, заемал различни длъжности, но известен преди всичко с това, че е дал името на сандвичите.
От февруари 1748 до юни 1751 г. Джон Монтагю заема длъжността Първи лорд на Адмиралтейството. През август 1753 г. става един от държавните секретари. През 1768 е началник на пощите, през 1770 – отново държавен секретар, а от 1771 до март 1782 – отново Първи лорд на Адмиралтейството.
В качеството си на Първи лорд на Адмиралтейството, лорд Сандвич подкрепя експедициите на капитан Джеймс Кук като използва средства на Адмиралтейството, за да закупи и екипира корабите, използвани от Кук по време на втората и третата му експедиция. Кук нарича Хавайските острови в чест на лорда – Сандвичеви острови. Името обаче постепенно излиза от употреба в края на XIX век. Името на Южни Сандвичеви острови, наречени от Кук, обаче остава непроменено.
Лордът обичал да играе карти и тъй като не искал да се бави твърде много по време на игра, казвал на прислугата си да му носи две филии хляб с плънка между тях, откъдето идва и названието „сандвич“.